# Demiana
Santa Demiana (Egitto, fine III secolo – Egitto, IV secolo), (ar: القديسة الشهيد دميانة, al-Kidisa al-Shahida Demiana (la Santa e Martire Damiana); (ar: السيدة ديميانا, al-Sit Demiana, la Signora Demiana); è stata, secondo la tradizione copta-ortodossa orientale, una giovane vissuta a cavallo tra il III secolo e il IV secolo, durante l’impero di Diocleziano (244–311). Viene venerata dalla Chiesa copta e dalla Chiesa ortodossa orientale, come santa, vergine e martire. Il suo nome compare nel Synaxarium (martirologio delle chiese orientali) dal IV secolo. Il suo memoriale è il 21 dicembre; è patrona, di Bilqas nel Governatorato di Daqahliyya. È molto legata alle apparizioni della Vergine Maria in oriente.

## Agiografia
Demiana è una delle martiri più venerate della chiesa copta-ortodossa, fu messa a morte durante la grande persecuzione (303-305) di Diocleziano (244-313) in Oriente, per non avere rinnegato la sua cristianità.
Testimonianze scritte sulla vita e il martirio di santa Demiana e delle 40 Vergini si hanno dai seguenti testi:
- Manoscritto del IV secolo di Christodoulou, discepolo di san Giulio di Aqfahs[4] (IV secolo).
- Manoscritti del VI durante il servizio apostolico di Dimianos (563-598), 35º patriarca della diocesi di San Marco.
- Manoscritto del XVIII secolo del vescovo di El-Borollos vicino ad Alessandria d’Egitto.

Il Synaxarium di Santa Damiana e il libro Life Story of the Chaste Saint Demiana and History of the Monastery (2005), sono stati tratti e tradotti dai manoscritti precedenti. I testi riguardanti la Santa, in lingua copta o araba, sono stati tradotti in lingua inglese dalle suore del monastero di Santa Damiana di Balqia.

## Nascita
Santa Demiana nacque negli ultimi anni del III secolo in Egitto. Era unica figlia di Marco, governatore romano delle terre settentrionali del delta del Nilo. All’età di 15 anni, Demiana decise di dedicare la sua vita a Dio e rifiutò di sposarsi. Con un gruppo di 40 fanciulle decise di ritirarsi a via di clausura, dedita all'amore per il Signore e agli studi dei testi sacri.

## Vita monastica
Marco assecondò pienamente la scelta della figlia, e le fece costruire un palazzo dove realizzare il suo progetto spirituale. La notizia di un luogo monastico cristiano fece presto il giro dell’impero e arrivò all’imperatore Diocleziano fervido nemico del Cristianesimo, che ordinò la distruzione del palazzo e diede ordine di arrestare le suore.

## Morte
Damiana e le 40 vergini vennero torturate per giorni e condannate a morte mediante decapitazione. Anche Marco, padre di Demiana, fu decapitato ed è considerato un martire della chiesa copta-ortodossa.
Il loro martirio fu così orribile che fu riportato nei manoscritti orientali del IV secolo con rapidità e minuzia.

## Le reliquie
Si crede che il monastero di Belqia sia lo stesso luogo in cui anticamente si trovava il palazzo e poi la tomba di santa Demiana e delle sue compagne e che i suoi resti siano conservati in esso.
Nel IV secolo, fu costruito nel sito un santuario sulla tomba della Santa, fatto edificare da Flavia Giulia Elena (248 circa – 329) madre dell’imperatore Costantino I (274–337). Poi, venne ingrandito e consacrato da papa Alessandro di Alessandria (250–328), 19º patriarca della Chiesa copto-ortodossa di Alessandria d’Egitto. La consacrazione della prima chiesa a santa Demiana venne fatto il 20 maggio tra il 313 e il 328.

## I miracoli
A Santa Demiana sono attribuiti diversi miracoli, il più noto è collegato all’apparizioni della Vergine Maria nella chiesa della santa ubicata nel distretto di Shoubra al Cairo, nel 1986.
Molti fedeli chiedono la grazia a Santa Demiana nel periodo tra il 12 e il 20 maggio (4 e 12 giorno del mese copto di Bashans).

## La festa di Santa Demiana
Le commemorazioni di Santa Damiana nel calendario della Chiesa copto-ortodossa sono due:
- 21 dicembre (13 giorno del mese copto di Tooba), memoriale del Martirio di Santa Damiana e delle 40 Vergini[14].
- 20 maggio (12 giorno del mese copto di Bashans), festa della consacrazione della chiesa maggiore di Santa Demiana nel monastero di Balqia.

## Chiese e monasteri dedicati a Santa Demiana
- Monastero copto-ortodosso di Santa Damiana a Damietta, Alessandria, Egitto.
- Monastero copto-ortodosso di Santa Damiana a Balqia, Dakahlia, Egitto.
- Chiesa copta-ortodossa di Santa Demiana, ad Arif Bey, Alessandria d’Egitto.
- Chiesa copta-ortodossa di Santa Demiana a Mansura, Dakahlia, Egitto.
- Chiesa copta-ortodossa di Santa Demiana a El Aadaweia, Bulaq, Il Cairo, Egitto.
- Chiesa copta-ortodossa di Santa Demiana a Shubra, Il Cairo, Egitto.
- Chiesa copta-ortodossa di Santa Demiana a El-Maasara, Helwan, Il Cairo, Egitto.
- Chiesa copta-ortodossa di Santa Demiana a El Fayoum, Egitto.
- Chiesa copta-ortodossa di Santa Demiana a Sohag, Egitto.
- Chiesa copta-ortodossa di Santa Demiana in Irlanda.
- Chiesa copta-ortodossa di Santa Demiana a Jacksonville, Stati Uniti.
- Chiesa copta-ortodossa di Santa Demiana a Bakersfield, Stati Uniti.
- Chiesa copta-ortodossa di Santa Demiana a San Diego[15], Stati Uniti.

## Galleria d'immagini

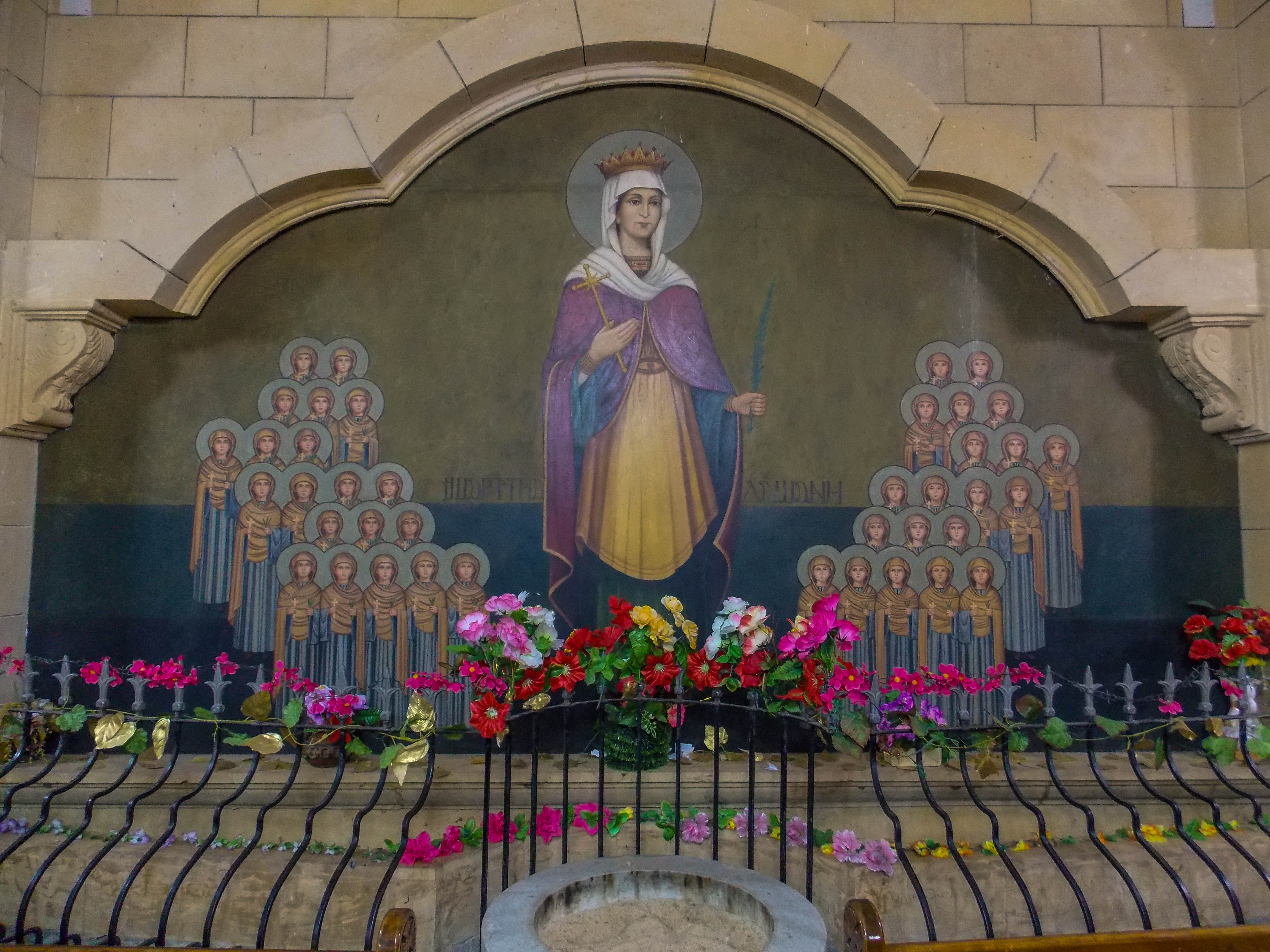
Icona muraria di Santa Demiana e le 40 Vergini
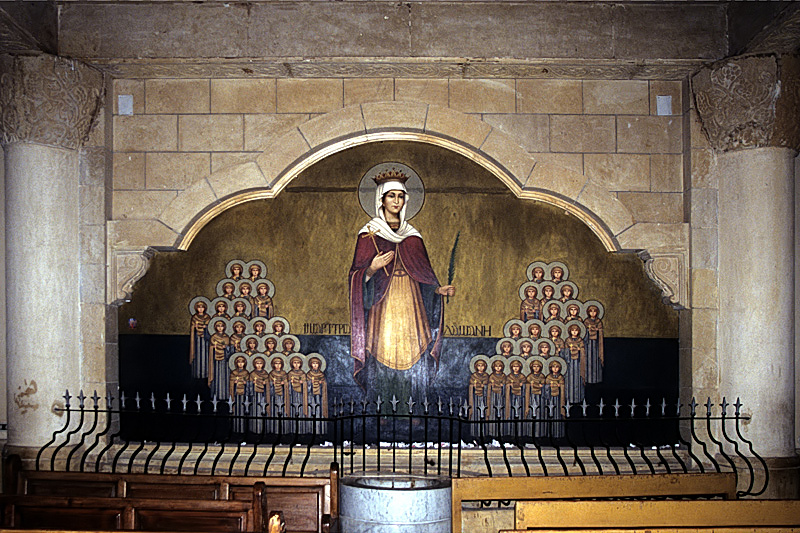
Icona muraria di Santa Demiana e le 40 Vergini
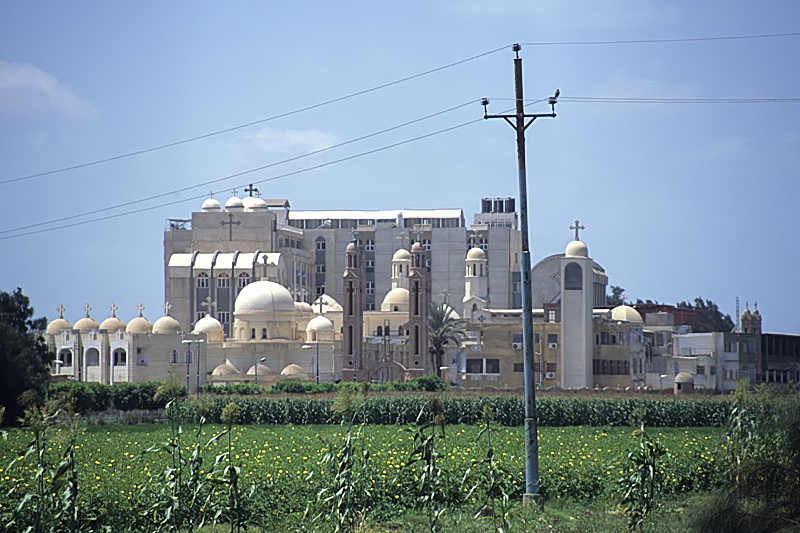
Monastero di Santa Demiana a Berray-Belqas
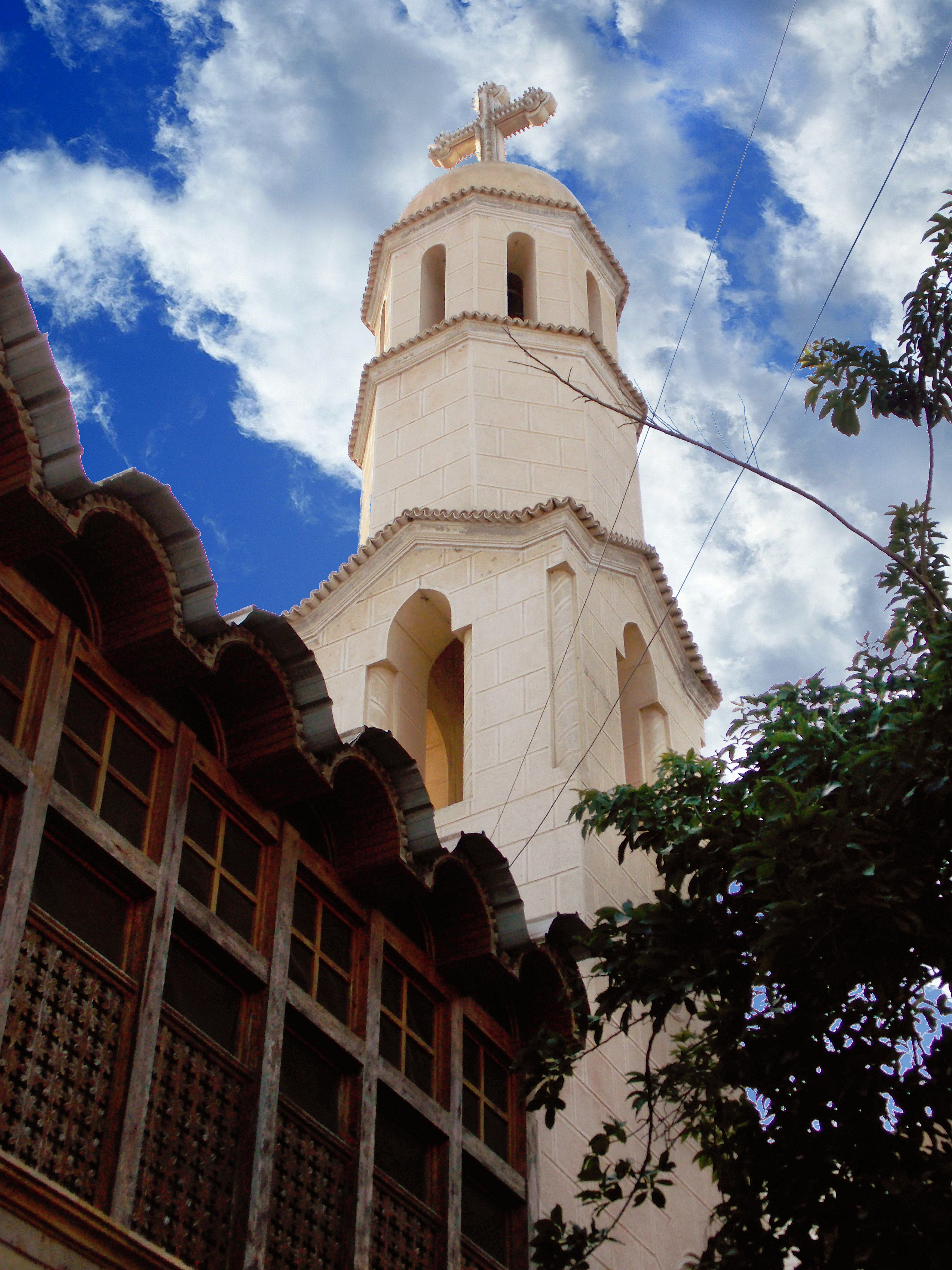
Campanile del monastero di Santa Demiana a Berray-Belqas
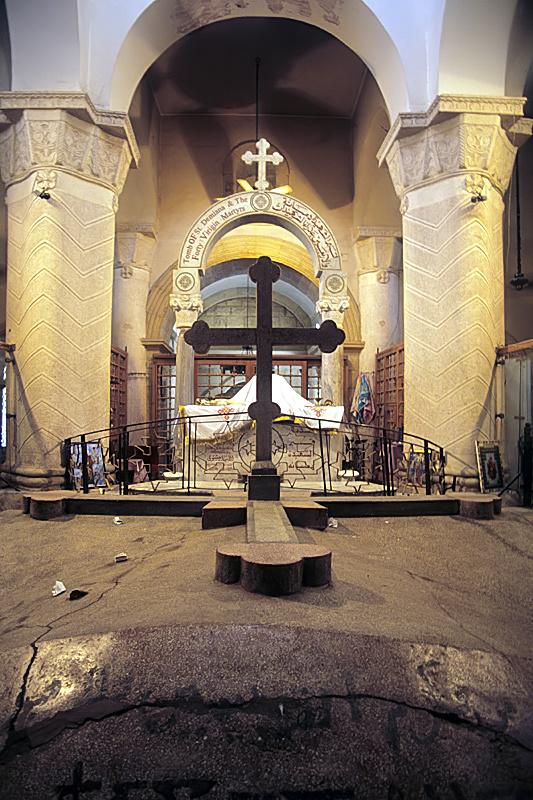
Cenotafio di Santa Damiana a Berray-Belqas